# Mark Akenside
Mark Akenside, född 9 november 1721 i Newcastle, död 23 juni 1770 i London, var en engelsk diktare och läkare.
Akenside författade i Alexander Popes stil den filosofiska lärodikten The pleasures of imagination (1744). I anslutning till Shaftesbury utreds här teoretiskt begreppet fantasi och framställs dess betydelse för själslivet. Dikten vann livligt bifall under upplysningstiden. Akensides samlade verk utgavs av Alexander Dyce (1834).

## Utmärkelser
Asteroiden 8686 Akenside är uppkallad efter honom.